# Luc Bourdon
Luc Bourdon, född 16 februari 1987 i Shippagan, New Brunswick, död 29 maj 2008 i Lamèque, New Brunswick, var en kanadensisk professionell ishockeyspelare.
Bourdon spelade för NHL-laget Vancouver Canucks och deras farmarlag Manitoba Moose i AHL. Han var med och vann JVM-guld både 2006 och 2007 för det kanadensiska juniorlandslaget.
År 2008 omkom han i en motorcykel-olycka inte långt från födelseorten Shippagan. Två dagar efter dödsfallet hölls en tyst minut före den fjärde finalmatchen mellan Pittsburgh Penguins och Detroit Red Wings. 

## Karriär
Bourdon kom fram som en talangfull back och fick sitt stora genombrott i QMJHL i laget Remparts de Québec säsongen 2004–05. Han var med i U18-VM 2005 och i JVM 2006 och 2007.
Bourdon rankades som nummer sex av utespelarna i NHL-draften 2005 och valdes som 10:e spelare totalt av Vancouver Canucks. NHL-debuten kom den 10 oktober 2006 mot Minnesota Wild.
Förutom i Remparts de Québec spelade Bourdon för Moncton Wildcats och Cape Breton Screaming Eagles i QMJHL.